# Lexikográfia
A lexikográfia a különböző egy-, két- vagy többnyelvű szótárak szerkesztésének, összeállításának elmélete és gyakorlata. Arra, hogy a lexikográfia nem csak a szótárírást, a szótárírói tevékenységet, hanem az elméletet, a szótártudományt, a szótártant is magában foglalja, Magyarországon először Országh László hívta fel a figyelmet A magyar szókészlet szótári feldolgozásának kérdései című tanulmányában. A lexikográfia fogalmának ilyen kiterjesztése, a szónak mint tudományágnak a lexikalizálódása a világ különböző részein az 1970-es években, leginkább pedig az 1980-as években történt meg. Mindez együtt járt a nemzetközi lexikográfiai konferenciák megszaporodásával, valamint lassan e tudományágnak a nyelvtudományban való meggyökeresedésével.

## A lexikográfia és a lexikológia elkülönítése
Sokan összekeverik a lexikográfiát a lexikológiával, amely a lexikográfia „testvértudományának” számít. A két tudományterület sok hasonlóságot mutat, de alapvető eltérésekkel is rendelkeznek. Mindkét szónak a görög lexico- szórész az előtagja, amely a lexikon szó rövidülése, a jelentése pedig 'szótár'. A lexikon jelentésfejlődés révén jelenti a 'szókincset', a 'szókészletet' is, hiszen minden szótár valamely nyelv szókészletének kisebb vagy nagyobb gyűjteménye. A régebben keletkezett lexikográfia szóban (az OED-ben /=Oxford English Dictionary/ 1680 a szó első előfordulásának a dátuma) az előtag megtartotta a szó eredeti, 'szótár' jelentését, a későbbi (az OED szerint 1828 körüli) lexikológia szóhoz viszont a lexikon jelentésbővülése során O. Nagy Gábor inkább a 'szókincs' fogalmát kapcsolta. Ez az egyik különbség a két szó között. A másik eltérés utótagjaik kapcsán figyelhető meg. A lexikológia utótagja a görög logos szóval kapcsolódik össze, amelynek alapjelentése 'beszéd', de számos elvont fogalmat is jelöl. A -lógia ezek alapján 'magas igényű és széles területet átfogó tudományt, tant vagy tudományos elméletet' jelent. A lexikográfia szó utótagja ellenben a görög graphein 'ír', 'leír', átv. 'ábrázol', 'előad' jelentésű igéből keletkezett, tehát gyakorlati tevékenységet jelenít meg. Így érthető, hogy a lexikológia az általános nyelvészet területéhez tartozik, ellentétben a lexikográfiával, amely az alkalmazott nyelvészet egyik tudományterülete.
A lexikográfiának és a lexikológiának valójában ugyanaz a kutatási tárgya: a szó. Tehát mindkettő a szavak eredetével, formájával és jelentésével foglalkozik elsősorban, a különbség az, hogy a lexikológia elméleti megközelítésben figyeli meg a tárgyát, míg a lexikográfia gyakorlati tevékenység. Arra viszont, hogy a lexikográfia nem pusztán gyakorlati jellegű tevékenység, nálunk először Országh László mutatott rá, hiszen lexikográfián nem csak a szótárírást, szótáríró tevékenységet kell érteni, hanem az elméletet, azaz a szótártudományt, a szótártant is. Így ma már sem a lexikográfiát, sem a lexikológiát nem kell tisztán és pusztán gyakorlati, valamint tisztán és pusztán elméleti tárgyként kezelni.
További különbség még a két stúdium között, hogy habár mindkét tudományág feladata valamely nyelv szókészletének vagy szókészleti elemeinek bizonyos szempontok szerinti feldolgozása, munkájuk eredménye mégis eltérő művekben realizálódik. A lexikográfus szótárakban teszi közzé megállapításait, míg a lexikológus tanulmányokban vagy monográfiákban mutatja be ezeket.
A lexikográfus, a szótáríró a teljes szókészletet vizsgálja, és a leendő szótárnak a terjedelmétől és a jellegétől függően alkotja meg a szótárakban a szócikkeket. A lexikológiával foglalkozó kutató pedig a szókészletnek tetszés szerint kiragadott elemeit, valamint azok csoportját kutatja, tetszés szerinti szempontok alapján.
A lexikológus elkészült munkájában bemutatja az eredményeihez vezető utat, a forrásokat, a hivatkozásokat, ellenben a lexikográfus nem így jár el, elsősorban a terjedelem miatt nem tudja ezt megtenni.
A lexikográfus általában eljut a szókészleti elemek tömeges feldolgozásakor a lexikai elemek rendszerszerű kapcsolatainak a felismeréséhez és regisztrálásához (szinonímia, poliszémia), de ezeknek a kapcsolatoknak a további vizsgálatát a lexikológusra bízza.

## A lexikográfia története

### A lexikográfia nemzetközi története
A legkorábbi egy- és kétnyelvű szójegyzékek, szótárak praktikussági szempontból készültek. Ezek általában két-, illetve többnyelvű szómegfeleltetések voltak, és utazóknak, misszionáriusoknak íródtak, valamint szakszavakat és ritka nyelvi alakokat magyarázó szójegyzékek voltak. A kezdetek az időszámításunk előtti 5. századhoz kötődnek, ugyanis ekkor, az ókori Görögországban jelentek meg az első glosszák, amelyek a nehéz szavakat magyarázták meg a homéroszi szövegekben. Ezt követően, az időszámításunk utáni első századokban kínai, hindi, majd a 8. századtól arab szótárak jöttek létre. A nyomtatás felfedezése után pedig egyre több nyelven hirtelen megindult, felgyorsult a munka. 1612-ben az Accademia della Crusca megjelentette szótárát, amely ösztönzőként szolgált sok nemzeti szótár elkészítéséhez.
A 17. századtól kezdve egyre nagyobb számban jelentek meg többnyelvű szótárak köszönhetően az egész világot behálózó kereskedelmi és misszionáriusi tevékenységnek. Az ezután következő század, a 18. század is újdonságot hozott a lexikográfiának, ugyanis az összehasonlító nyelvészek felfedezéseinek hatására megindult a korban az első történeti szótárak összeállítása. A 19. században is jelentős változás történt, egyre több, szerkesztői csoportok által készített, nagyszabású szótárvállalkozás indult, sok speciális szótár jött létre. Új szótárfajták is megjelentek ekkor, például a képi és enciklopédikus információkat magába foglaló Larousse sorozat.
A lexikográfia mint tudományterület a 20. században rengeteget fejlődött, leginkább a nyelvtudomány hatására. Segítette ezt a különböző akadémiai társaságok (például a European Association for Lexicography=Európai Lexikográfiai Szövetség, 1983) megalakulása is. Az 1970-es évektől a szótárkiadás folyamatos volt, a számítógép megjelenésével pedig radikális változás történt a lexikográfia módszereinek és lehetőségeinek tekintetében, amelynek hatására a lexikonok létrehozásának üteme tovább gyorsult. Az 1980-as éveket jellemezte, hogy a korábban szükséges idő töredéke alatt el lehetett készíteni szinte bármilyen nagyságú és tartalmú szótárt. A gépi, később online szótárak elérhetők lettek a hivatalokban és a családokban is.

### A magyar lexikográfia története
A szótárírás a kéziratos szójegyzékekkel kezdődött. Ezek elsősorban a latin nyelv oktatását szolgálták. Az első magyar feljegyzések a 13-14. századból származnak, ezekre példák a Vatikáni glosszák a 13. század végéről, amelyekben négy magyar szó található, az 1410 körül keletkezett Marosvásárhelyi glosszák 11 szóval, valamint az 1430-as években megjelent Schlägli-szójegyzék 130 magyar szóval. A kéziratos szótárak is gyakorlati céllal íródtak, ugyanis a latin szövegek pontosabb megértését segítették. A leghíresebb ilyen nyelvemlék a Gyöngyösi szótártöredék az 1540-es évekből.
A híres Calepinus-féle latinszótár a 16. században számos kiadást ért meg, melyek egyre több nyelv szókincsét dolgozták fel illetve állitották a latin mellé. 1585-ös, Lyonban kiadott tíznyelvű változatában már a latin szavak magyar megfelelői is megjelennek. A szótár így több tízezer magyar szót és kifejezést tartalmaz, melyek a szótár baseli és genfi kiadásaiban is megtalálhatóak. Ezt követte Verancsics Faustus ötnyelvű szótára, amely 1595-ben jelent meg Velencében, benne a latin mellett olasz, német, horvát és magyar megfelelőkkel. E szótár végén külön fel vannak sorolva azok a szavak, amelyeket Verancsics a magyarban szláv eredetűeknek gondolt: ez a szólista a későbbi etimológiai szótárak ősének tekinthető.
Az első kétnyelvű szótár 1604-ben Nürnbergben készült. Ez nem más, mint Szenczi Molnár Albert latin–magyar és magyar–latin szótára, amely az első teljes és kétirányú magyar kétnyelvű szótár. A 18. század elejének legnevezetesebb szótára Pápai Páriz Ferencnek a Dictionarium Latino-Hungaricum és Dictionarium Hungarico-Latinum című műve.
Az első magyar egynyelvű szótárak a 18. század végétől tűntek fel. Erre példák: a Baróti Szabó Dávid által megírt Kisded szó-tár című többnyire nyelvjárási eredetű szavak gyűjteménye, illetve Kresznerics Ferenc kétkötetes Magyar Szótár című műve, amely a legelső etimologizáló szótár volt. A 19. században adták ki az első magyar nyelvű kifejezetten nyelvjárási szótárt, a Magyar Tudós Társaság által megjelentetett Magyar Tájszótárt. A kor egyik legjelentősebb értelmező és szófejtő lexikonja Czuczor Gergely és Fogarasi János hatkötetes A magyar nyelv szótára című műve. Nyelvtörténeti szótárak közül kiemelkedő alkotás a korban Szarvas Gábor és Simonyi Zsigmond háromkötetes szótára, a Magyar Nyelvtörténeti szótár. Etimológiai szótárak közül pedig Bárczi Géza Magyar szófejtő szótár című műve jelentős. Az egynyelvű szótárak mellett az uralkodó szótártípus sokáig, majdnem a 20. század közepéig, a kétnyelvű szótár volt, főleg a német–magyar és a latin–magyar.
Az 1950-es évektől a szótárírás és –kiadás „akadémiai üggyé” vált. Nagy ütemben zajlott a szótárszerkesztés. Az Akadémiai Kiadó szótárszerkesztőségében készítették a kétnyelvű szótárakat és a különféle szakágak szakszótárait, az egynyelvű értelmező és a tudományos szótárakat pedig az Akadémia Nyelvtudományi Intézetében szerkesztették. Az Akadémia Szótári Főbizottságának volt a feladata, hogy ellenőrizze és irányítsa a két „műhelyben” zajló munkálatokat, valamint hogy a több évre szóló szótárterveket megvitassa.
A 20. század második felében és a 21. század elején új szótártípusok jelentek meg, ezekre példák a nyelvművelő és nyelvhelyességi szótárak. Több elektronikus szótár is megjelent a korban. A 20. század egyik legnagyobb szótári alkotása Bárczi Géza és Országh László A magyar nyelv értelmező szótára című műve, amely a magyar köznyelv és a 19–20. század irodalmi nyelvének leíró munkája. Kiemelendő még a modern szótárak közül, a teljesség igénye nélkül, Szabó T. Attila szerkesztette Erdélyi magyar szótörténeti tár, Benkő Loránd szerkesztette A magyar nyelv történeti-etimológiai szótára című mű, Kiss Lajos alkotása, a Földrajzi nevek etimológiai szótára, valamint O. Nagy Gábor és Ruzsinszky Éva Magyar szinonimaszótár című és B. Lőrinczy Éva Új magyar tájszótár című munkája is. A 20. század második felében a kétnyelvű szótárírásban kialakult a „szótártrilógia”, azaz a nagy, a kézi- és a kisszótárak kategóriái. A speciális kétnyelvű szótárak legkülönfélébb „műfajai” jelentek meg: tanulói szótárak, útiszótárak, diákszótárak, frazeológiai szótárak, szlengszótárak stb.
Szótártani bibliográfia is megjelent, amelyben Magay Tamás a magyar szótártani irodalmat 1945-től 1966-ig dolgozta fel. Szótárbibliográfiát is ő alkotott 2011-ben. Több monográfia, több összefoglaló nagyobb dolgozat, tanulmány született a lexikográfiáról (pl. Melich, Gáldi, Hadrovics, Országh, Magay stb. által). Több, a témával foglalkozó konferenciát is tartottak, így több konferenciakötet is született, például A magyar nyelvészek VI. nemzetközi kongresszusa, amelyet 1994-ben tartottak Egerben, A lexikológia és a lexikográfia elmélete és módszertana címmel. 2000-ben újraindult az MTA Nyelvtudományi Bizottsága mellett működő Szótári Munkabizottság, amely Magyarországon elsőként indított el egy lexikográfiai tárgyú periodikát, a Lexikográfiai Füzeteket. Ennek első száma A magyar szótárirodalom bibliográfiája címmel jelent meg.

## A lexikográfus által készített mű: a szótár

### A szótár fogalmi meghatározása
Szótárnak azt a munkát nevezzük, amely egy vagy több nyelv szó- és kifejezéskészletének megadott szempontból összeválogatott állományát dolgozza fel. A szótárak létrehozása alapvetően gyakorlati szempontból szükséges, de emellett „egy-egy kor művelődéstörténeti tárházai” is ezek a művek. Minden szótár már a megjelenésekor elavult, hiszen nap mint nap keletkeznek új szavak.

### A különböző szótártípusok
A szótárírás, a lexikográfia elmélete különböző típusú szótárakat különít el. A különböző típusok eltérő szempontok szerint rendeződnek. A következőkben Eőry Vilma szótártípusait, elkülönítéseit ismertetem. Az elkülönítés alapjai a következők: az idő szempontjai, a szótár nyelvei, a szókészlet csoportjai, a nyelvtudományi szemlélet és a szótár nyelvi alapanyaga szerinti elkülönítés.
Az idő szempontja szerint különbséget tehetünk aszerint, hogy a szótárírás alapjául szolgáló nyelvnek a szótár készítésekor jelen állapotát vagy múltbeli változásait vizsgálja, mutatja be a szótár. Ezek alapján szinkrón szótárak az értelmező szótárak, a szakszótárak és a szólástárak, diakrón szótárak pedig az etimológiai szótárak.
A szótár nyelvei szerinti megfogalmazás azt jelenti, hogy a szótár egyetlen nyelv lexikai elemeit vagy kettőét, esetleg többét tartalmazza-e. Egynyelvű szótárak az értelmező és etimológiai szótárak, kétnyelvű szótárak például az angol–magyar, magyar–angol, a német–magyar, magyar–német szótárak. Többnyelvű szótárak ezeknek a kibővített változatai.
A szókészlet csoportjai szerinti megjelölés arra vonatkozik, hogy abban is különbözhetnek egymástól egyes szótárak, hogy az adott nyelv szókészletének melyik részét vizsgálják. Az általános szótárak a szókészlet központi részét (például az értelmező szótárak), a speciálisak pedig a szókészlet bizonyos speciális szempont szerint elkülönített részét dolgozzák fel. Ide sorolhatók például az orvosi vagy a műszaki szakszótárak.
A nyelvtudományi szemlélet megjelölés arra utal, hogy a szótár célja a lexikai elemek leírása, jellemzése (leíró szótárak), vagy a leírás mellett a lexikai elemek értékszempontú feldolgozása is (előíró szótárak). Leíró szótárak például az etimológiai, az értelmező és a szakszótárak, előírók pedig a helyesírási és a kiejtési szótárak.
A szótár nyelvi alapanyaga szerinti elkülönítés azt jelenti, hogy a szótárak egy része szövegkorpuszt dolgoz fel, más részük pedig válogatás alapján tartalmaz lexikai elemeket. Korpusz alapú szótárak például az írói szótárak, ugyanis egy személy teljes leírt életművét vizsgálják. A nem korpusz alapú szótárakban a válogatás mindig a szótár céljainak felel meg, így ide sorolhatók például az értelmező szótárak.

### A szótári munka folyamata, a szótár belső felépítése
A szótári munka során legelőször azt kell meghatározni, hogy kik a szótár leendő használói, vagyis milyen a szótár orientációja. Másodszor pedig a szótár rendeltetésének az eldöntése fontos, azaz hogy milyen jellegű és összetételű legyen a szótár anyaga.
A szócikk minden szótár szerkezeti alapegysége, amely a címszóból és a hozzátartozó magyarázatból áll. A szótárakban a címszó állandó, illetve az, hogy utána valami még következik, de hogy ez pontosan mi, az a szótár típusától függ. A szógyűjtés és a címszavak kiválogatása ma már számítógépes feladat.
A címszavak elrendezésének szélső esetei a bokrosítás és az ábécérendi besorolás. A két szélső eset között léteznek átmeneti megoldások is, de egy harmadik elv is megjelenik, amely a tematikus vagy fogalomköri felépítés. Ez a speciális szótárakra jellemző. A szótár legfontosabb feladata a jelentésközvetítés, így a szócikk felépítése, belső elrendezése a jelentésmegkülönböztetésen nyugszik. A szótárírói tevékenység központi feladata a szemantikai analízis, a jelentésekre bontás. A történeti elvű (diakrón szemléletű) szótár a jelentésfelbontásban időrendben halad, míg a leíró (szinkrón szemléletű) szótár legtöbbször a gyakoriság sorrendjét követi. A jelentésközvetítés az egynyelvű szótárakban definíciók alapján, míg a kétnyelvű szótárakban fordítás nyomán (ekvivalensek hozzárendelésével) zajlik.